# Archivistische vervanging
Archivistische vervanging is het vervangen van archiefbescheiden door reproducties. De originele informatiedragers kunnen vervolgens vernietigd worden, waardoor de reproducties daarna volledig de plaats van de oorspronkelijke bescheiden in kunnen nemen. Zij worden daarmee archiefbescheiden in de zin der wet. Vervanging wordt ook wel substitutie genoemd.
Soms echter wordt een kopie gemaakt om de informatie van de informatiedrager te behouden. De informatie is op dat moment belangrijker dan de drager (bijvoorbeeld een boek) zelf, in dat geval wordt ook de reproductie in het archief opgenomen.

## Redenen voor vervanging
Tot voor kort werd vervanging vooral ingegeven door beheerskosten en het behoud van informatie.
Papieren archieven nemen veel ruimte in ten opzichte van microfilms en digitale bestanden en door vervanging kan flinke ruimtewinst (en daarmee kostenbesparingen) geboekt worden. Het betekent immers dat er ruimte vrijkomt voor verdere groei van de archieven (zonder verdere bouwinvesteringen) of juist voor hergebruik met een andere functie. De ruimtewinst is een voorbeeld van vervanging uit oogpunt van beheerskosten.
Daarnaast komt het (in mindere mate) voor dat archiefstukken door hun materiële staat verloren dreigen te gaan. Als restauratie niet meer mogelijk is, slechts een zeer tijdelijk effect heeft (bijvoorbeeld door het interne verval van het papier) of verhoudingsgewijs te duur is, wordt ervoor gekozen om de informatie beschikbaar te houden middels vervanging. In dat geval wordt vervangen met behoud van informatie als doel.
Sinds enkele jaren wordt er op grote schaal vervangen ter ondersteuning van de werkprocessen. Organisaties werken het liefst vanaf het begin van een proces digitaal en de bijbehorende stukken dienen daarom vanaf het begin digitaal beschikbaar te zijn en gebruikt te kunnen worden. Dat betekent dat stukken die in papieren vorm de organisatie binnenkomen, door middel van digitalisering vervangen worden, zodat tijdens het werkproces met digitale originelen wordt gewerkt. Het ondersteunt Het Nieuwe Werken en het uitgangspunt éénmalige vastlegging, meervoudig gebruik. Daarnaast voorkomt het zogenaamde hybride archieven; dossiers en archiefbestanden die deels uit digitale en deels uit papieren originelen bestaan. Dit scheelt papieren opslagruimte, dubbel registratiewerk en onduidelijke en mogelijk onvolledige dossiers. Deze reden voor vervanging is een combinatie van beheerskosten en (vooral) verbetering van toegankelijkheid.
Vervanging voor behoud van informatie en vervanging ter ondersteuning van het werkproces kunnen gezien worden als vervanging om redenen van toegankelijkheid.

## Soorten vervanging
Bij een vervanging wordt de informatie (en deels de vorm) overgezet van de ene informatiedrager naar de andere. Over het algemeen zijn er twee mogelijkheden: microverfilming en digitalisering, alhoewel tegenwoordig de eerste nauwelijks nog gebruikt wordt.

### Microverfilming
Mocht er nu nog gekozen worden voor vervanging door middel van microverfilming, dan wordt in Nederland uitgegaan van de verfilmingsrichtlijnen uit 2006 van het project Metamorfoze.

## Voorbeelden van vervanging
De meeste vervangingen hebben over het algemeen niet één, maar een combinatie van redenen. Bij onderstaande voorbeelden is steeds de belangrijkste reden benadrukt:
- Een vervanging met zowel beheerskosten, als behoud van informatie, als ondersteuning van de werkprocessen als doel, is de vervanging van de Amsterdamse Broodjes: de archiefexemplaren van de Persoonskaarten van de gemeente Amsterdam.
- Het Metamorfoze-project is bedoeld om de informatie te behouden uit massale papieren archieven en collecties die in slechte fysieke conditie verkeren, maar is géén vervanging. Het papier wordt namelijk niet vernietigd, maar blijft als het origineel gelden.

## Eisen voor vervanging
Bij een vervangingsprocedure gaat altijd informatie en context verloren. Al was het maar omdat de originele informatiedrager verdwijnt. Om de authenticiteit van de vervanging als origineel te waarborgen, zijn er eisen voor de procedure opgesteld. De eisen richten zich daarbij op de belangrijkste functies van het document. De meeste eisen zijn overigens van toepassing op overheidsarchieven en met name op blijvend te bewaren archieven.

### Nederland
Op grond van artikel 7 van de Archiefwet is de zorgdrager (het bestuur van een overheidsorgaan) bevoegd archiefbescheiden te vervangen door reproducties, teneinde de aldus vervangen bescheiden te vernietigen.
Dit wordt gespecificeerd in artikel 6 van het Archiefbesluit, waarbij in lid 3 de mogelijkheid wordt gegeven om een en ander in nadere regels uit te werken.
Daarbij kan gedacht worden aan hoofdstuk 3A van de Archiefregeling.